# Benjamin Brillaud
Pour les articles homonymes, voir Brillaud.
Benjamin Brillaud, dit Nota Bene, est un vidéaste web et vulgarisateur français, né le 18 juin 1988 à Athis-Mons (Essonne).
Il est principalement connu pour avoir créé en 2014 la chaîne YouTube Nota Bene, sur laquelle il parle en particulier d'histoire et de mythologie. Sa chaîne YouTube compte en 2024 plus de deux millions d'abonnés.

## Biographie

### Jeunesse
Issu d'une famille communiste, c'est en référence à son grand-père que Benjamin Brillaud commence toujours ses vidéos par « Mes chers camarades, bien le bonjour ! », phrase que celui-ci prononçait lors des réunions du PCF ou de la CGT,.
Après avoir obtenu en juillet 2006 un baccalauréat STI en électronique au lycée Condorcet de Paris, il entame des études en faculté d'histoire qu'il abandonne au bout de 6 mois. Il se réoriente alors vers un BTS audiovisuel à l'EFFICOM qu'il obtient en 2008. Il devient ensuite cadreur dans une société de production audiovisuelle en région parisienne, dans laquelle il fait aussi du montage, de la post-production et de la création de DVD. Il est licencié en mai 2014 par son entreprise.

### Chaîne YouTubeNota Bene(Depuis 2014)
Désireux de parler d'histoire et inspiré par des chaînes comme Axolot ou encore e-penser, il crée le 24 août 2014 la chaîne Nota Bene. À cette époque, titulaire d'un BTS audiovisuel au chômage, il décide de se lancer sur YouTube pour créer des contenus de vulgarisation historique, un genre absent de la plateforme. Il franchit 8 mois plus tard le seuil symbolique de 100 000 abonnés (le 2 avril 2015). Le succès de sa chaîne s'explique par plusieurs facteurs, comme l'explosion des chaînes éducatives durant la même période, son apparition dans une vidéo d'Antoine Daniel qui proposait alors un format mettant en avant des vidéastes peu connus ou encore par l'expérience audiovisuelle de Benjamin Brillaud. Il travaille en collaboration avec des historiens, des archéologues, des documentalistes pour concevoir le script des épisodes. Chaque année, ce sont ainsi entre 25 et 40 personnes qui contribuent à la chaine.

### Autres activités
Peu après la création de sa chaîne, il fonde également la Vidéothèque d'Alexandrie, une structure associative ayant pour but de promouvoir la création de vidéos culturelles et éducatives. Au cours de l'année 2016, l'association est remaniée et à l'instar de plusieurs autres vidéastes, il annonce son départ le 3 juin 2016, en précisant toutefois qu'il reste en bons termes avec ses membres tout en donnant son soutien à son successeur.
Benjamin Brillaud est convié à des festivals comme les Rendez-vous de l'histoire de Blois ou le festival Histoire et Cité de Genève. En outre, il collabore avec plusieurs institutions : il a par exemple travaillé avec le musée du Louvre, comme plusieurs autres vidéastes, pour lequel une vidéo sur l'histoire du musée parisien a été réalisée,.
En juin 2016, avec l'aide d'autres vidéastes comme Romain Filstroff (auteur de la chaîne Linguisticae), Nicolas Thomas (auteur de la chaîne Pilote La Chronique Série) et sa femme Coralie Brillaud (auteure de la chaîne Calidoscope - Les Topovaures), il réalise grâce au soutien financier du CNC une série de vidéos historiques tournant autour de la Première Guerre mondiale.
Il s'occupe aussi d'une chaîne YouTube secondaire, Nota Bonus, où il poste des contenus liés à l'Histoire qui ne sont pas adaptés à sa chaîne principale.

### Festival «Les Historiques»
En 2015, Benjamin et Calie organisent sur le site castral de Montbazon une journée de rencontre abonnés durant laquelle d'autres vidéastes sont invités. En 2016, l’événement est reconduit sur 2 jours. En 2017, la rencontre se transforme en festival de 2 jours nommé « Les Historiques ». En 2018, le festival passe à 3 jours. Vidéastes et historiens sont réunis pour animer des conférences tournant autour de l'histoire et des sciences. Il se déroule également des concerts et des animations, comme autour du béhourd. Les conférences qui ont lieu durant le festival sont filmées et publiées sur la chaîne secondaire de Brillaud, Nota Bonus.
Le festival n'a pas été reconduit depuis.

### Autres médias audiovisuels
Benjamin Brillaud possède aussi la chaîne Twitch NotaBeneMovies, sur laquelle il interviewe des historiens et autres spécialistes de leurs sujets lors d'entretiens durant entre une heure et demie et deux heures, ou sur laquelle il retransmet des lives à propos d'autres sujets que l'Histoire. Les entretiens en long format et des extraits de certaines autres vidéos sont ensuite postés sur Nota Bonus.
Il tient également deux séries de podcast sur Deezer, Spotify, Apple Podcasts et Podcast Addict. L'une s'intitule Nota Bene, et partage la bande audio des entretiens avec les historiens menés sur Twitch et des versions audios légèrement modifiées d'épisodes de la chaîne principale ; occasionnellement quelques formats courts exclusifs au podcast y sont publiés. Et l'autre est Calisto, un podcast résumant des mythes et des légendes en épisodes de moins de 10 minutes.

### Vie privée
Il est marié avec la vidéaste Coralie Brillaud, créatrice de la chaîne YouTube Les Topovaures, avec qui il a trois enfants.
Depuis 2014, il réside à Tours.

## Engagements
Benjamin Brillaud s'engage auprès d'Amnesty International en 2016 en prêtant sa voix pour un court métrage d'information et de sensibilisation sur la peine de mort. En 2018, il renouvelle l'expérience sur un nouveau court métrage d'information sur les droits de l'enfant.
En juin 2024, il dénonce dans une vidéo l'instrumentalisation de l'histoire par l'extrême droite ainsi que le harcèlement et les menaces de mort qu'il subit depuis plusieurs années de la part de communautés proches de celle-ci, notamment sur les réseaux sociaux.
En juin 2024, à la suite de la dissolution de l'Assemblée nationale et la convocation d'élections législatives anticipées, Benjamin Brillaud cosigne une tribune de soutien au Nouveau Front populaire et contre l'extrême droite.
Ses positions lui ont valu de nombreuses insultes, intimidations et menaces sur internet venant de l'extrême-droite.

## Filmographie
Benjamin Brillaud a réalisé la série History's Creed, série de dix épisodes autour de l'Histoire et du jeu vidéo produite par TSVP et ARTE Creative, diffusée sur Arte.tv. Fin 2021, il prête sa voix au personnage de Skavi dans le DLC : L'Aube du Ragnarök du jeu vidéo Assassin's Creed Valhalla.

## Publications
Sollicité par plusieurs éditeurs, Benjamin Brillaud se met à la rédaction d'un livre fin 2015. Le 13 octobre 2016, il publie son premier livre intitulé Les Pires Batailles de l'histoire aux éditions Robert Laffont, réédité en version poche en 2018 aux éditions Tallandier. Il y raconte comment certaines batailles, qu'elles soient connues ou non, ne se sont pas tout à fait déroulées comme prévu, en y détaillant le contexte historique. Ce livre, qui inclut également une partie fiction, est essentiellement constitué de contenu inédit,.

### Essais
- Les Pires Batailles de l'histoire, Paris, Éditions Robert Laffont, 2016, 314 p. (ISBN 978-2-221-19304-4).
- Cuisiner l'Histoire (avec Thibaud Villanova), Paris, Hachette Heroes, 2021, 192 p. (ISBN 978-2-221-19304-4)[29].
- Mais c’est un complot (avec Stéphane Genêt), Paris, Éditions Tallandier, 2022, 304 p. (ISBN 979-1021048003).

### Livres
- 2022 : Les vikings
- 2024 : Les samouraïs
- 2025 : Les pirates (à venir)

### Bande dessinée
- Nota Bene, scénario de Benjamin Brillaud et Mathieu Mariolle, dessins de Christian Paty (1-3) puis Phil Castaza (4), éditions Soleil Productions :

1. Petites Histoires, grands destins ![30], 2019  (ISBN 978-2-3020-7546-7).
2. À la rescousse de l'histoire[31], 2019  (ISBN 978-2-302-07887-1).
3. La Mythologie nordique[32], 2020  (ISBN 978-2-302-08959-4).
4. La Mythologie égyptienne, 2021  (ISBN 978-2-302-09451-2).
5. La Mythologie grecque, 2022  (ISBN 978-2-302-09653-0).
6. La Vie au Moyen Âge, 2024  (ISBN 978-2-302-09925-8).